# Ilie Cătărău
Ilie V. Cătărău (n. 1888, Marcăuți - d. după 1955), fiul lui Vasile Constantin Cătărău și al Alexandrei, a fost un aventurier politic, soldat și spion basarabean, care și-a petrecut o parte din viață în România. Acesta era de origine bulgară, având la naștere numele Katarov.
Încă în 1913 Cătărău a fost încadrat ca „agent de contraspionaj” de Siguranța română, cu o remunerație (secretă) de 200 lei pe lună.
A dus o existență misterioasă și se presupune că a fost responsabil de două atacuri cu bombă, ambele menite să amplifice tensiunile dintre România și Austro-Ungaria, în anticiparea Primului Război Mondial. 
Primul atentat l-a comis în după-masa zilei de 27 septembrie 1913, când Ilie Cătărău a dinamitat Statuia lui Arpad de pe muntele Tâmpa, de lângă Brașov.
Al doilea atentat a avut loc în ziua de 23 februarie 1914, la sediul Episcopiei de Hajdudorog din Debrețin, unde a sosit o bombă, disimulată într-un colet expediat de Ilie Cătărău de la Cernăuți. În urma exploziei au fost uciși vicarul și doi funcționari, iar alte șapte persoane au fost rănite grav. Pentru a evita extrădarea internațională către Austro-Ungaria, după atentat, Siguranța Generală și Poliția l-au ajutat pe Ilie Cătărău să „se evapore”, fiind evacuat din București cu un automobil al Ministerului de Interne, apoi scos clandestin din țară, cu vaporul.
La 22 noiembrie 1917 a fost cel de al 22-lea vorbitor în ședința de deschidere a lucrărilor Sfatului Țării. După prima cuvântare, din soldat de rând Ilie Cătărău s-a autodenumit colonel și în scurtă vreme a ajuns să conducă garnizoana militară a Chișinăului.
Ilie Cătărău, în calitatea sa de șef al garnizoanei din Chișinău, prin acțiunile sale nesăbuite de bolșevizare în rândul subordonaților și de subminare a Sfatului Țării, devenise un pericol pentru mișcarea de resurecție națională din Moldova de Răsărit și de Unire a acesteia cu România, motiv pentru care Gherman Pântea a luat măsura arestării sale la 1 ianuarie 1918, fiind învinuit de spionaj și abuz de putere în scopuri personale. După arestare, Cătărău a fost dus la Odesa, unde a fost predat comisarului politic ucrainean Poplavko. La întrebarea ce i-a pus Poplavko de ce este arestat, Cătărau a răspuns: „Moldovenii basarabeni trag spre România; singurul eu lupt ca Basarabia să se unească cu Ucraina.” În urma acestor cuvinte, comisarul Poplavco l-a pus imediat în libertate.
După mai multe aventuri, care l-au dus în locuri îndepărtate, ca Japonia, China și Polinezia, Cătărău a căzut într-o obscuritate relativă. La bătrânețe, a devenit călugăr la recomandarea lui Petru Groza, pentru ca mai târziu să plece în America ca agent de influență în cadrul comunităților românești, formate atunci în principal din emigranții ardeleni, lucru neîndeplinit de moartea sa misterioasă.
Dincolo de identitatea lui sub acoperire, ca refugiat din Imperiul Țarist, Ilie Cătărau a fost, cel mai probabil, un agent dublu, lucrând atât în interesul României, cât și al Rusiei.

## Legături externe
- Radu Petrescu: Enigma Ilie Cătărău Arhivat în 13 aprilie 2013, la Archive.is
- Radu Petrescu: Enigma Ilie Cătărău (II) Arhivat în 9 octombrie 2013, la Wayback Machine.